# Wojna Dummera
Wojna Dummera to konflikt kolonialny pomiędzy Brytyjczykami i Indianami w Ameryce Północnej toczony w latach 1722–1727. Rejonem walk były północno-wschodnie rejony kontynentu amerykańskiego. Swoją nazwę wywodzi od nazwiska gubernatora Williama Dummerra z Massachusetts, którego nazwiskiem nazwano także wybudowany w roku 1724 Fort w Vermont.

## Przebieg konfliktu
W roku 1717 na ziemiach północnej Nowej Anglii powstały liczne siedliska osadników brytyjskich, którzy coraz częściej wdzierali się na terytoria indiańskie. Wielu francuskich misjonarzy stanęło w obronie praw miejscowych Indian, zagrzewając plemiona Abenaków do walki o odzyskanie zajętych ziem. Prym wśród Indian wiódł przywódca jezuitów pastor Sébastien Rasles. Toczone w latach 1717 i 1719 rozmowy pomiędzy Brytyjczykami a Abenakami nie doprowadziły do rozwiązania problemu, a kolejne zatargi tylko zaostrzyły sytuację. W roku 1722 gubernator Samuel Shuttle wypowiedział wojnę Abenakom, która przeszła do historii pod kilkoma nazwami (wojna Dummera, wojna Locka czy wojna Raslesa).
W roku 1724 grupa kolonistów pod wodzą kapitana Jeremiaha Moultana Norridgewocka dokonała ataku na wioskę zamieszkiwaną przez plemię wschodnich Abenaków w rejonie Kennebec River. Wioska została spalona, Rasles zamordowany a jego zwłoki okaleczone. Pomimo że Francuzi nie angażowali się oficjalnie w konflikt, jednoznacznie sympatyzowali z Abenakami. Wiadomość o śmierci Raslesa omal nie zakończyła się wybuchem rebelii wśród francuskojęzycznej ludności. Mimo to rejony Norridgewock zmuszonych zostało opuścić wielu mieszkańców, którzy znaleźli schronienie na ziemiach Nowej Francji.
W czasie wojny Dummera urzędnicy zachęcali kolonistów do zdobywania skalpów, za które płacono specjalne premie. Za skalp Abenakiego płacono 100 ówczesnych dolarów, co było znaczną sumą. Wiosną 1725 r. Abenakowie Wschodni wraz z Indianami Pigwacket wzmocnili opór przeciwko kolonistom. Dopiero w grudniu tego samego roku podpisali układ pokojowy z Massachusetts.
Tymczasem konflikt z zachodnimi Abenakami trwał jeszcze przez dwa lata. Wódz plemienia Pocumtuc Gray Lock znalazł po wojnie króla Filipa 1675–1676 schronienie w rejonie Schaghticoke koło Nowego Jorku. Indianin jako młody człowiek został ranny przez białych osadników w zachodnim Massachusetts i od tego czasu bardzo ich nienawidził. Po opuszczeniu Schaghticoke wódz przybył do Abenaków zachodnich koło Missisquoi. W momencie wybuchu konfliktu w roku 1722 Lock stał się głównym wodzem wojennym, zyskując uznanie po licznych udanych atakach na osady kolonistów w dolinie Connecticut River. Anglicy nie byli w stanie wykryć jego kryjówki w rejonie Missisquoi, poprosili więc o pomoc Irokezów. Ci jednak odmówili pomocy, proponując jedynie rolę pośredników.
Po porażce Abenaków wschodnich w roku 1725 i podpisaniu układu pokojowego, rząd Massachusetts wysłał jesienią dary i propozycję zawarcia pokoju do wodza Abenaków zachodnich. Odpowiedzią były jednak kolejne ataki Indian na osady kolonistów. Rząd w Nowym Jorku, Irokezi i Indianie Penobscot podjęli próby kolejnych rokowań, za każdym razem byli jednak ignorowani przez Graya Locka. W roku 1727 Penobscotom udało się w końcu doprowadzić do podpisania porozumienia pomiędzy Abenakami z Kanady a Nową Anglią. Sam Gray Lock nie był obecny podczas podpisywania układu w lipcu 1727 r. w Montrealu. Krótko potem zakończył on działania wojenne, nie podpisując jednak pokoju z Brytyjczykami. Wódz dożył 70 lat, a jego imieniem nazwano najwyższy szczyt w rejonie Massachusetts.